# Raisa Maksimovna Gorbačëva
Raisa Maksimovna Titarenko (in russo Раи́са Макси́мовна Титаре́нко?), coniugata Gorbačëva (Горбачёва?; spesso resa in italiano come Raissa Gorbaciova; Rubcovsk, 5 gennaio 1932 – Münster, 20 settembre 1999) è stata una filosofa sovietica, poi russa, ultima first lady sovietica, moglie di Michail Gorbačëv.

## Biografia
Nata nella città di Rubcovsk nel Territorio dell'Altaj della Siberia, era la maggiore dei tre figli di Maksim Andreevič Titarenko, un ingegnere ferroviario originario di Černihiv, in Ucraina, e della moglie Aleksandra Petrovna Porada, originaria di Vesëlojarsk. Trascorse la sua infanzia negli Urali e incontrò il suo futuro marito durante gli studi di filosofia a Mosca. Conseguì una laurea presso l'Istituto pedagogico di stato di Mosca e insegnò brevemente all'Università statale di Mosca.
Fu moglie di Michail Gorbačëv, ultimo presidente dell'URSS col quale ebbe una figlia, Irina Michajlovna Virganskaja (che le diede le nipoti Ksenja e Anastasija), nel 1957. Sposatasi il 25 settembre 1953, rimase accanto al marito per tutta la vita, acquisendo una grande popolarità in tutto il mondo. Fu in pratica la prima consorte di un leader sovietico ad apparire con grande frequenza all'estero, tanto da esser spesso indicata come una "first lady", fatto estremamente raro fuori del mondo anglosassone, e ancor più nei paesi del blocco comunista.
Fu una grande confidente del compagno e, mentre presumibilmente Michail Gorbačëv verrà ricordato come il presidente del crollo dell'Unione Sovietica, Raisa sarà ricordata per i consigli che diede al marito durante la guerra fredda. La sua grande popolarità probabilmente contribuì a diffondere ulteriormente nel mondo una nuova immagine dell'impero sovietico, maggiormente in linea con la politica riformatrice portata avanti dal marito. Tale grande popolarità le valse inoltre molte cariche (anche non strettamente onorarie) in diverse organizzazioni e fondazioni umanitarie. Fondò anche un'associazione per favorire l'ingresso delle donne in politica.

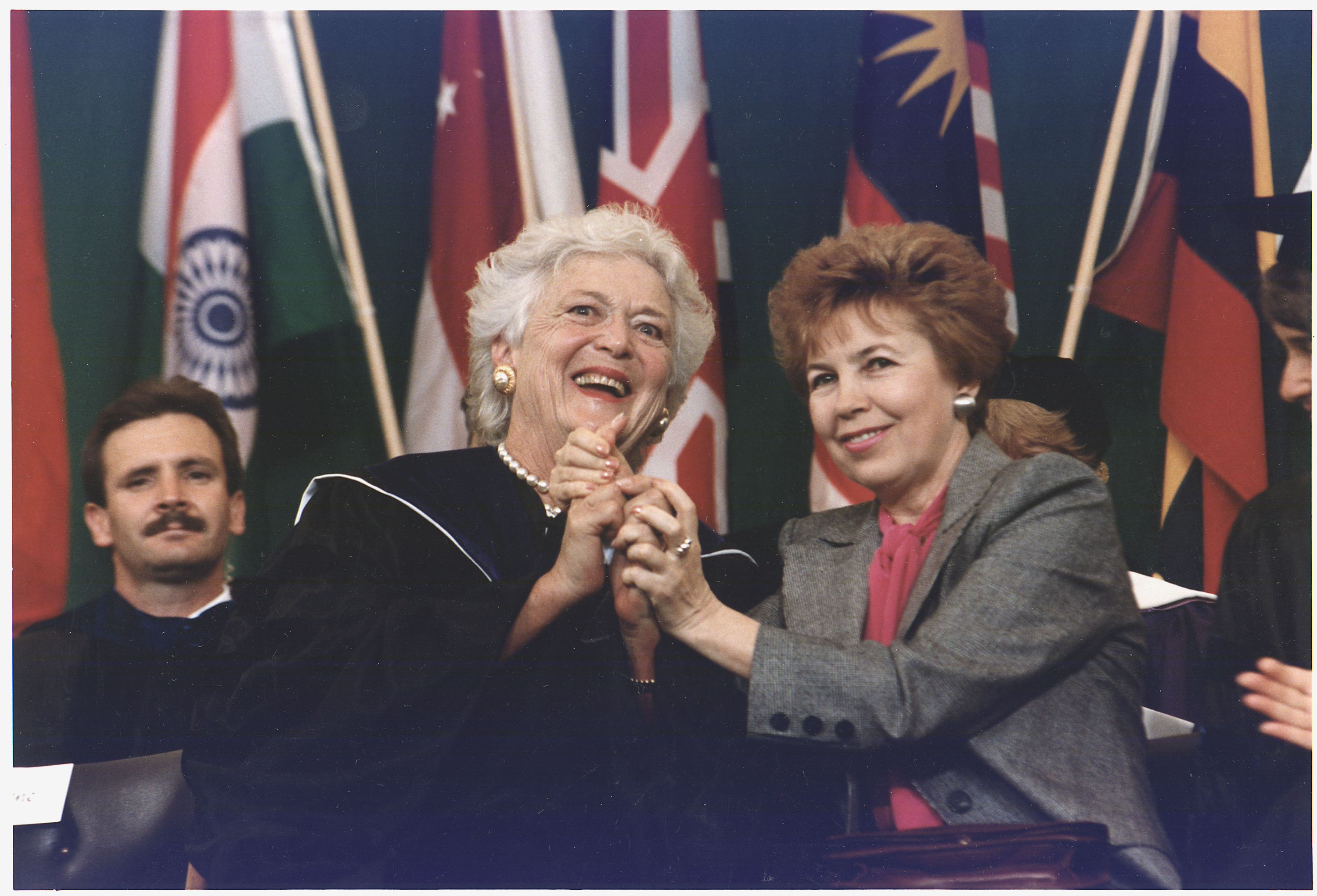
Raisa e Barbara Bush nel 1990

Il 1º giugno 1990 Raisa Gorbačëva accompagnò la first lady statunitense Barbara Bush al Wellesley College in Massachusetts, dove entrambe parlarono del ruolo delle donne nella società moderna. Tutte le reti televisive statunitensi trasmisero la visita in diretta e la CNN fornì la copertura via cavo in tutto il mondo. Gli eventi del tentato colpo di Stato sovietico del 1991 le lasciarono una cicatrice profonda. I disordini politici che seguirono spinsero i Gorbačëv nell'ombra.
Morì a 67 anni, cinque giorni prima del 46º anniversario di matrimonio, alle 2:57 della mattina del 20 settembre del 1999 di leucemia. Nel febbraio di quello stesso anno, la coppia fu ospite in Italia di una puntata del Festival di Sanremo e Michail Gorbačëv rivelò successivamente di avere accettato quell'invito per il cachet, che sarebbe servito a curare Raisa (come affermato da Paolo Mieli nel suo programma Passato e Presente il 1° settembre 2022). Fu sepolta nel cimitero di Novodevičij a Mosca e il monumento funebre, composto da grandi lastre di marmo sulle quali è scolpita la figura di una donna giovane piegata a raccogliere fiori di campo, fu realizzato dallo scultore Friedrich Sogojan.
Nel 2006 la sua famiglia ha fondato la Raisa Gorbacheva Foundation, che raccoglie fondi per combattere il cancro infantile.
Secondo le sue ultime volontà, Michail Sergeevič Gorbačëv è stato sepolto accanto alla moglie.